# Сокольский сельсовет (Липецкая область)
Сокольский сельсовет — сельское поселение в Елецком районе Липецкой области Российской Федерации.
Административный центр — посёлок Соколье.

## История
Статус и границы сельского поселения установлены Законом Липецкой области от 23 сентября 2004 года № 126-ОЗ «Об установлении границ муниципальных образований Липецкой области»

## Население
| 2010  | 2012  | 2013  | 2014  | 2015  | 2016  | 2017  |
| ----- | ----- | ----- | ----- | ----- | ----- | ----- |
| 1593  | ↘1575 | ↘1547 | ↘1530 | ↘1512 | ↘1492 | ↗1505 |
| 2018  | 2021  |       |       |       |       |       |
| ↘1471 | ↘1394 |       |       |       |       |       |

## Состав сельского поселения
| № | Населённый пункт   | Тип населённого пункта          | Население |
| - | ------------------ | ------------------------------- | --------- |
| 1 | 215 км             | разъезд                         | 13        |
| 2 | Аркатово           | деревня                         | 82        |
| 3 | Лукошкино          | деревня                         | 17        |
| 4 | Малая Суворовка    | деревня                         | ↗111      |
| 5 | Соколье            | посёлок, административный центр | 986       |
| 6 | Черкасские Дворики | деревня                         | 92        |
| 7 | Чибисовка          | деревня                         | ↘292      |